# Cuộc chiến tranh vĩ đại
Cuộc chiến tranh vĩ đại (tiếng Nga: Великая война) là loạt phim tài liệu về cuộc Chiến tranh Vệ quốc vĩ đại, được phát sóng trên Kênh truyền hình 1 nhân dịp kỷ niệm 65 năm chiến thắng phát xít Đức (2010). Trong phiên bản phát hành bằng tiếng Anh, phim có tựa là Soviet Storm: World War II in the East (Bão tố Xô viết: Thế chiến thứ hai ở hướng Đông).

## Phát hành
Phim được trình chiếu dành riêng cho kỷ niệm 65 năm Chiến thắng Đức Quốc xã trong Chiến tranh Vệ quốc vĩ đại. Mùa đầu tiên gồm 7 tập được phát sóng trên Kênh 1 vào ngày 29 tháng 3 năm 2010. Một phiên bản DVD do Pervaya Videocompanya (Первая Видеокомпания) phân phối cũng trong dịp kỷ niệm này.
Hai năm sau, ngày 7 tháng 5 năm 2012, phần tiếp theo của loạt phim được phát hành, bao gồm 10 tập bổ sung. Nội dung loạt phim kể lại những sự kiện, trận chiến quan trọng nhất, tốn kém nhất và mang tính chất quyết định trên Mặt trận phía Đông trong Thế chiến thứ hai. Các tập thường kéo dài từ 40 đến 45 phút và toàn bộ loạt phim kéo dài khoảng 12 giờ.
Phim được phát sóng tại Nga trên Kênh 1, tại Ukraina trên kênh Inter TV, và ở Trung Quốc - kênh phim tài liệu CCTV-9.
Sau khi phim được phát hành chính thức, một phiên bản trực tuyến được phát hành gồm 18 tập, được sắp xếp theo thứ tự thời gian. Loạt phim này được kênh truyền hình quốc tế The History Channel mua và biên tập lại chút ít (chủ yếu về hiệu ứng cũng như được lồng tiếng hoàn toàn bằng tiếng Anh) với tên mới Soviet Storm: World War II in the East (tạm dịch Bão tố Xô viết: Thế chiến thứ hai ở hướng Đông).
Hai phiên bản DVD do Lizard Cinema Trade phân phối, gồm phiên bản Gift case (phát hành 19 tháng 6 năm 2012) và phiên bản Keep case (phát hành 16 tháng 10 năm 2012). Phiên bản DVD này được cho là có thời lượng dài hơn cả.

## Nội dung
Dưới đây là tựa đề của 18 tập phim phát hành chính thức
1. Chiến dịch Barbarossa (Operation Barbarossa / Барбаросса)
2. Trận chiến Kiev (The Battle of Kiev / Киев)
3. Phòng thủ Sevastopol (The Defence of Sevastopol / Оборона Севастополя)
4. Trận chiến Moskva (The Battle of Moscow / Битва за Москву)
5. Vòng vây Leningrad (The Siege of Leningrad / Блокада Ленинграда)
6. Cối xay Rzhev (Rzhev / Ржев)
7. Trận chiến Stalingrad (The Battle of Stalingrad / Сталинград)
8. Cuộc chiến Kavkaz (The Battle for Caucasus / Битва за Кавказ)
9. Vòng cung Kursk (The Battle of Kursk / Курская дуга)
10. Giải phóng Ukraina (The Liberation of Ukraine / От Днепра до Одера)
11. Chiến dịch Bagration (Operation Bagration / Операция «Багратион»)
12. Cuộc chiến trên không (War in the Air / Битва за воздух)
13. Cuộc chiến trên biển (War in the Sea / Война на море)
14. Chiến tranh du kích (The Partisan Movement / Партизаны)
15. Chiến tranh tình báo (Secret Intelligence of the Red Army / Агентурная разведка)
16. Cuộc chiến nước Đức (The Battle for Germany / Битва за Германию)
17. Chiến dịch Berlin (Battle of Berlin / Битва за Берлин)
18. Cuộc chiến với Nhật Bản (War Against Japan / Война с Японией)

## Lỗi sạn
- Trong tập 4, khi mô tả kế hoạch "Typhoon", người dẫn chương trình đã gọi đúng tên ba chỉ huy của cụm xe tăng Đức - Hoepner, Reinhardt và Guderian. Tuy nhiên, khi đến phần thông tin của Reinhardt, phim lại hiển thị bức chân dung của Heydrich.
- Trong tập 5, người dẫn chương trình nói vòng vây phong tỏa Leningrad kéo dài 882 ngày, mặc dù trên thực tế, nó ít hơn 10 ngày.
- Trong tập 18, phim có giới thiệu tiểu sử của Thủ tướng Nhật Bản lúc đó là Suzuki Kantarō, nhưng hình ảnh lại là Suzuki Zenkō, Thủ tướng Nhật Bản vào những năm 1980-1982.